# I Love New York (primera temporada)
I Love New York (primera temporada) es un reality de televisión de VH1, titulado I Love New York. la primera temporada constó de 12 episodios, donde el primer episodio fue transmitido el 8 de enero y finalizó el 15 de abril de 2007.

## Primera Temporada
En julio de 2006, VH1 publicó que estaba en la búsqueda de hombres para su nuevo show, tentativamente llamado "Flavorette". Pronto, comenzaron las especulaciones acerca de quien sería la estrella del nuevo reality, se pensó que podrían ser las concursantes de la primera temporada de Flavor of Love, "Rain", "Hoopz" o Tiffany Pollard.
Llegando al final de la segunda temporada de Flavor of Love, Pollard negó tener su propio show de televisión, pero luego del episodio final de la temporada, el rumor quedó confirmado.
VH1 confirmó el 3 de noviembre, de manera oficial, que el show se llamaría I Love New York. El show fue estrenado el lunes 8 de enero y resultó con la mayor audiencia de entre los shows de VH1

## Episodios Primera Temporada
- Anexo:Episodios de I Love New York Primera Temporada

### Concursantes
| Apodo      | Nombre real      | Eliminación                                 |
| ---------- | ---------------- | ------------------------------------------- |
| 12 Pack    | David Amerman    | Episodio 7                                  |
| Ace        | Darin Darnell    | Episodio 1                                  |
| Bonez      | Kevin John       | Episodio 3                                  |
| Chancé     | Kamal Givens     | Episodio 11                                 |
| Heat       | Jason Rosell     | Episodio 4                                  |
| Jersey     | Bryant Covert    | Episodio 1                                  |
| Mr. Boston | Lee Marks        | Episodio 6                                  |
| Onix       | William Lash     | Episodio 4                                  |
| Pootie     | Lamonty Council  | Episodio 3 (Salió del show voluntariamente) |
| Real       | Ahmad Givens     | Episodio 9                                  |
| Rico       | Sandro Padrone   | Episodio 5                                  |
| Romance    | Ricky Perillo    | Episodio 2                                  |
| T-Bone     | Tyrone           | Episodio 1                                  |
| T-Money    | Thomas           | Episode 1                                   |
| T. Weed    | Kevin Watson     | Episodio 3                                  |
| Tango      | Patrick Hunter   | Ganador                                     |
| Token      | Chase Irwin      | Episodio 2                                  |
| Trendz     | Hashim Smith     | Episodio 2                                  |
| Whiteboy   | Joshua Gallander | Episodio 8                                  |
| Wood       | Randy Richwood   | Episodio 1                                  |

## Tabla de Eliminación
| Orden | Apodo      | Ep 1       | Ep 2       | Ep 3       | Ep 4       | Ep 5       | Ep 6       | Ep 7     | Ep 8     | Ep 9   | Ep 11  |
| ----- | ---------- | ---------- | ---------- | ---------- | ---------- | ---------- | ---------- | -------- | -------- | ------ | ------ |
| 01    | Rico       | Whiteboy   | Whiteboy   | Tango      | Chance     | Real       | 12 Pack    | Chance   | Tango    | Chance | Tango  |
| 02    | Pootie     | Tango      | Real       | Real       | 12 Pack    | 12 Pack    | Real       | Whiteboy | Chance   | Tango  | Chance |
| 03    | Tango      | Onix       | T-Weed     | Rico       | Real       | Whiteboy   | Whiteboy   | Real     | Real     | Real   |        |
| 04    | Wood       | Real       | Rico       | Onix       | Whiteboy   | Chance     | Tango      | Tango    | Whiteboy |        |        |
| 05    | Whiteboy   | Heat       | Mr. Boston | 12 Pack    | Tango      | Mr. Boston | Chance     | 12 Pack  |          |        |        |
| 06    | 12 Pack    | Bonez      | Tango      | Chance     | Rico       | Tango      | Mr. Boston |          |          |        |        |
| 07    | Heat       | Trendz     | Heat       | Whiteboy   | Mr. Boston | Rico       |            |          |          |        |        |
| 08    | T-Bone     | 12 Pack    | Pootie     | Mr. Boston | Onix       |            |            |          |          |        |        |
| 09    | Jersey     | Pootie     | Bonez      | Heat       | Heat       |            |            |          |          |        |        |
| 10    | Mr. Boston | Token      | Chance     | T-Weed     |            |            |            |          |          |        |        |
| 11    | Onix       | T-Weed     | Onix       | Bonez      |            |            |            |          |          |        |        |
| 12    | T-Weed     | Romance    | 12 Pack    | Pootie     |            |            |            |          |          |        |        |
| 13    | Ace        | Rico       | Trendz     |            |            |            |            |          |          |        |        |
| 14    | Trendz     | Mr. Boston | Token      |            |            |            |            |          |          |        |        |
| 15    | Bonez      | Chance     | Romance    |            |            |            |            |          |          |        |        |
| 16    | T-Money    | Jersey     |            |            |            |            |            |          |          |        |        |
| 17    | Real       | Wood       |            |            |            |            |            |          |          |        |        |
| 18    | Chance     | T-Bone     |            |            |            |            |            |          |          |        |        |
| 19    | Token      | Ace        |            |            |            |            |            |          |          |        |        |
| 20    | Romance    | T-Money    |            |            |            |            |            |          |          |        |        |

     El Concursante Fue Eliminado
     El concursante Ganó la Competencia

     El concursante dejó la competencia
     Ganador de una cita, pero, eliminado